# Othmar Daniel Zinke
Othmar Daniel Zinke (ur. 10 sierpnia 1664 w Strzegomiu, zm. 8 września 1738 w Broumovie) – 48. opat klasztorów benedyktyńskich w Břevnovie, Broumovie, Policach nad Metují i Legnickim Polu.

## Młodość
Jego ojcem był strzegomski kupiec David Zinke. Po jego wczesnej śmierci wdowa z dziećmi przeniosła się do Broumova, gdzie kilka lat później poślubiła Kaspara Sachsa.
Daniel Zinke uczęszczał do gimnazjum benedyktyńskiego w Broumovie. W 1670 za rządów opata Thomasa Sartoriusa (1663–1700) wstąpił do klasztoru. Po ukończeniu nowicjatu otrzymał 25 marca 1671 imię zakonne Othmar. W czerwcu tego samego roku kościół i klasztor zostały zniszczone przez pożar. W tej sytuacji nowicjusze zostali czasowo przeniesieni do klasztoru cysterskiego w Krzeszowie, z którym opactwo w Broumovie było od 1663 związane wspólnotą modlitewną. 1 kwietnia 1685 Othmar Zinke złożył śluby zakonne. Studiował filozofię w szkole klasztornej, a następnie teologię i prawo kanoniczne w arcybiskupim seminarium w Pradze. Ukończył naukę w lipcu 1689 broniąc 43 tez z dogmatyki i teologii moralnej. Oponentami byli dwaj franciszkanie z Kłodzka i cysters z Krzeszowa. 15 sierpnia 1689 Otmar Daniel Zinke przyjął święcenia kapłańskie.
Od 1690 Zinke wykładał w broumovskim gimnazjum klasztornym filozofię, prawo kanoniczne i teologię moralną. Wkrótce został bliskim współpracownikiem opata Thomasa Sartoriusa (1663–1700), który wysyłał go w sprawach opactwa na dwór cesarski i do nuncjusza w Wiedniu. 24 listopada 1696 wraz z innym ojcem wziął udział w wyświęceniu krzeszowskiego opata Dominicusa Geyera. 23 września 1697 otrzymał urząd prowizora (zarządcy dóbr).

## Opat
13 października 1700 zmarł opat Sartorius. Othmar Daniel Zinke został wybrany jego następcą 17 listopada 1700 otrzymując 42 z 51 głosów. Do opactwa należały klasztory w: Břevnovie, Policach nad Metují i Broumovie. W tym ostatnim znajdowała się siedziba opata. Wkrótce dołączyło do tej listy Legnickie Pole. Zinke starał się by w każdym klasztorze mieszkało co najmniej 12 mnichów.
Opat prowadził spór o egzempcję z arcybiskupem praskim, który chciał podporządkować sobie klasztory benedyktyńskie. Często zwoływał kapitułę prowincjonalną i wizytował podległe sobie klasztory. Dopiero 20 lat po jego śmierci kuria rzymska rozstrzygnęła spór na korzyść arcybiskupa praskiego. Zinke starał się również o rozwój gospodarczy opactwa zakładając szkołę rolniczą w Břevnovie i wspierając tkactwo w Broumovie.

## Działalność budowlana
Othmar Daniel Zinke prowadził intensywną działalność budowlaną zatrudniając wielu wybitnych artystów: braci Asam, Wenzela Lorenza Reinera, Karla Josepha Hiernle, Christopha Thomasa Schefflera, Christopha Dientzenhofera i jego syna Kiliana Ignaza Dientzenhofera. Za czasów Zinkego wzniesiono nowy klasztor w Břevnovie i zbarokizowano kościół opacki, dokończono odbudowy kościoła i klasztoru i Broumovie, wybudowano we wsiach należących do dóbr broumovskich dziesięć barokowych kościołów, wzniesiono nowy kościół i klasztor w Legnickim Polu, przebudowano klasztor i zbarokizowano fasadę kościoła Wniebowzięcia NMP w Policach nad Metují.

## Upamiętnienie
W kilku świątyniach broumovskiej grupie kościołów nad głównymi wejściami znajdują się tablice z sentencjami w j. łac.  upamiętniające opata:
- kościół św. Barbary w Otovicach: GLORIOSÆ VIRGINI ET M DIVÆ BARBARÆ SACRAVIT 1726 O.A.B [Otmarus Abbas Braunensis] (Chwalebnej dziewicy Barbarze własnoręcznie poświecił O.A.B – Othmar [Zinke] Opat Broumovski)[2].
- kościół św. Michała Archanioła w Vernéřovicach: PRINCIPI CÆLESTIS EXERCITUS S. MICHAELI DEDICAT O.A.B (Księciu zastępów niebieskich św. Michałowi poświęca O.A.B – Othmar Zinke)[1].
- kościół św. Anny w Vižňovie: DEI GENITRICIS MATRI S. ANNÆ EREXIT 1727 OAB (Świętej Annie, matce rodzicielki boga wzniósł OAB – Othmar Zinke).
- kolumna Najświętszej Marii Panny Bolesnej w Policach nad Metují - herb opactwa z datą 1707 i monogramem O.A.B.[3]

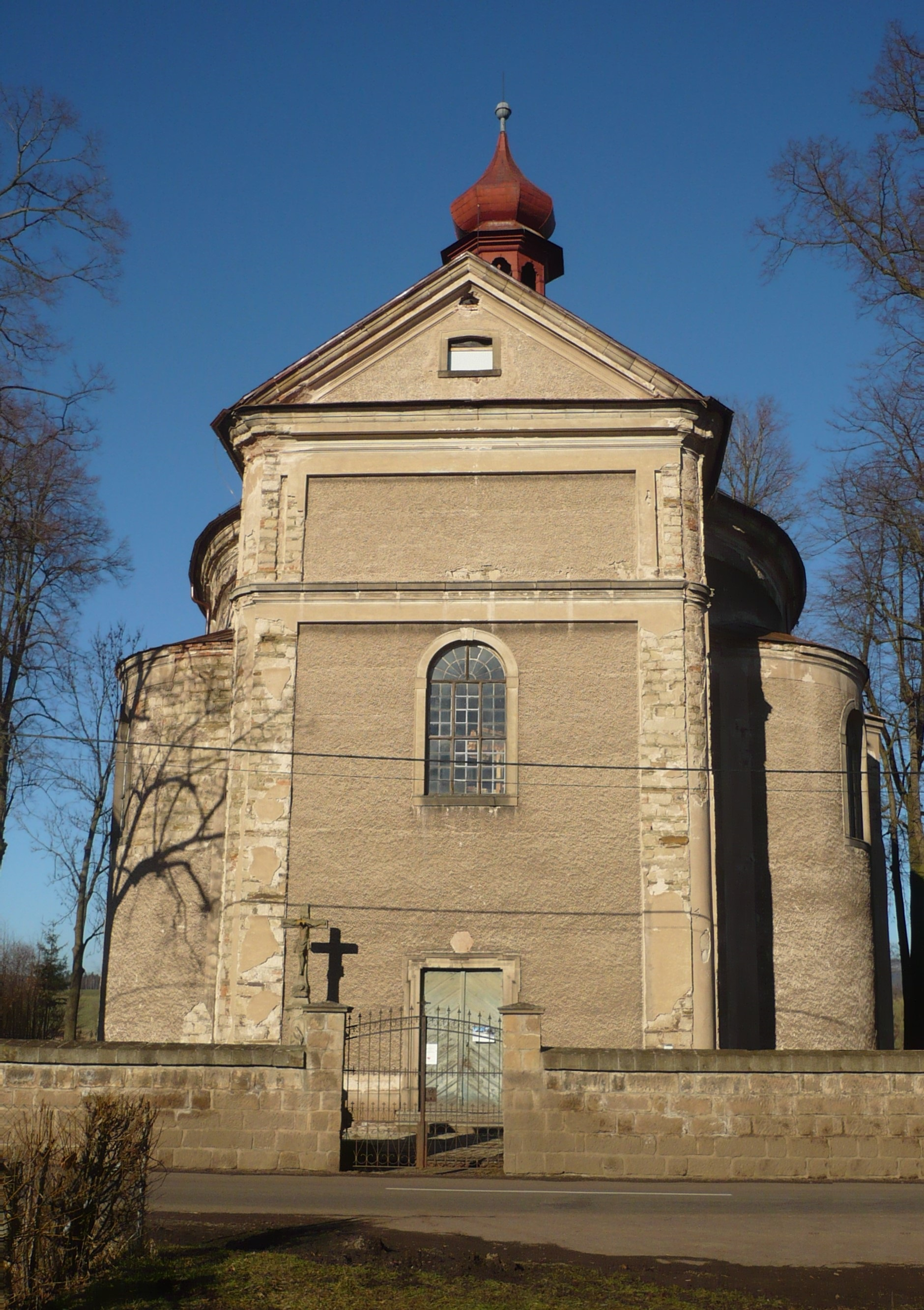
Kościół w Otovicach
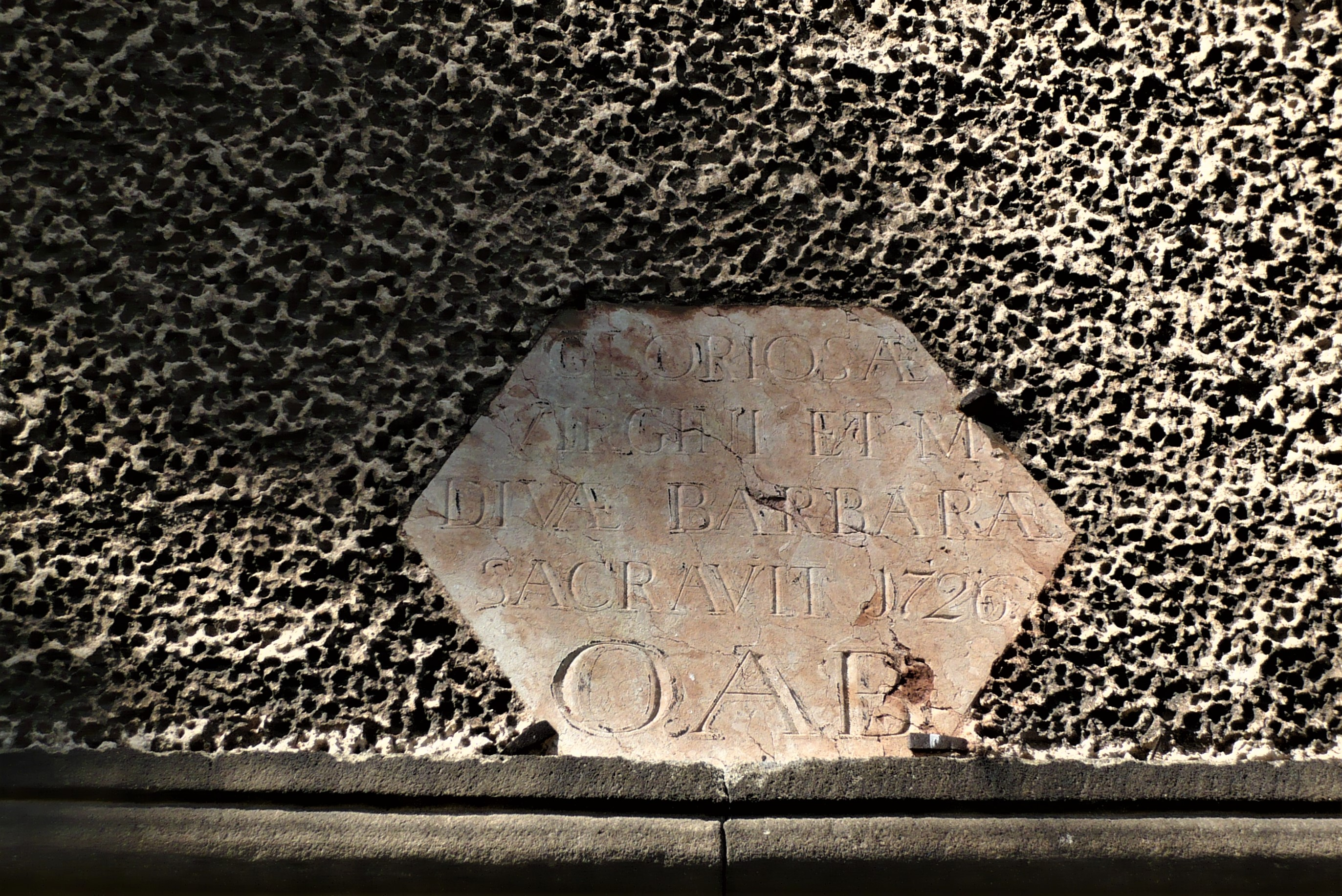
Tablica w Otoviach
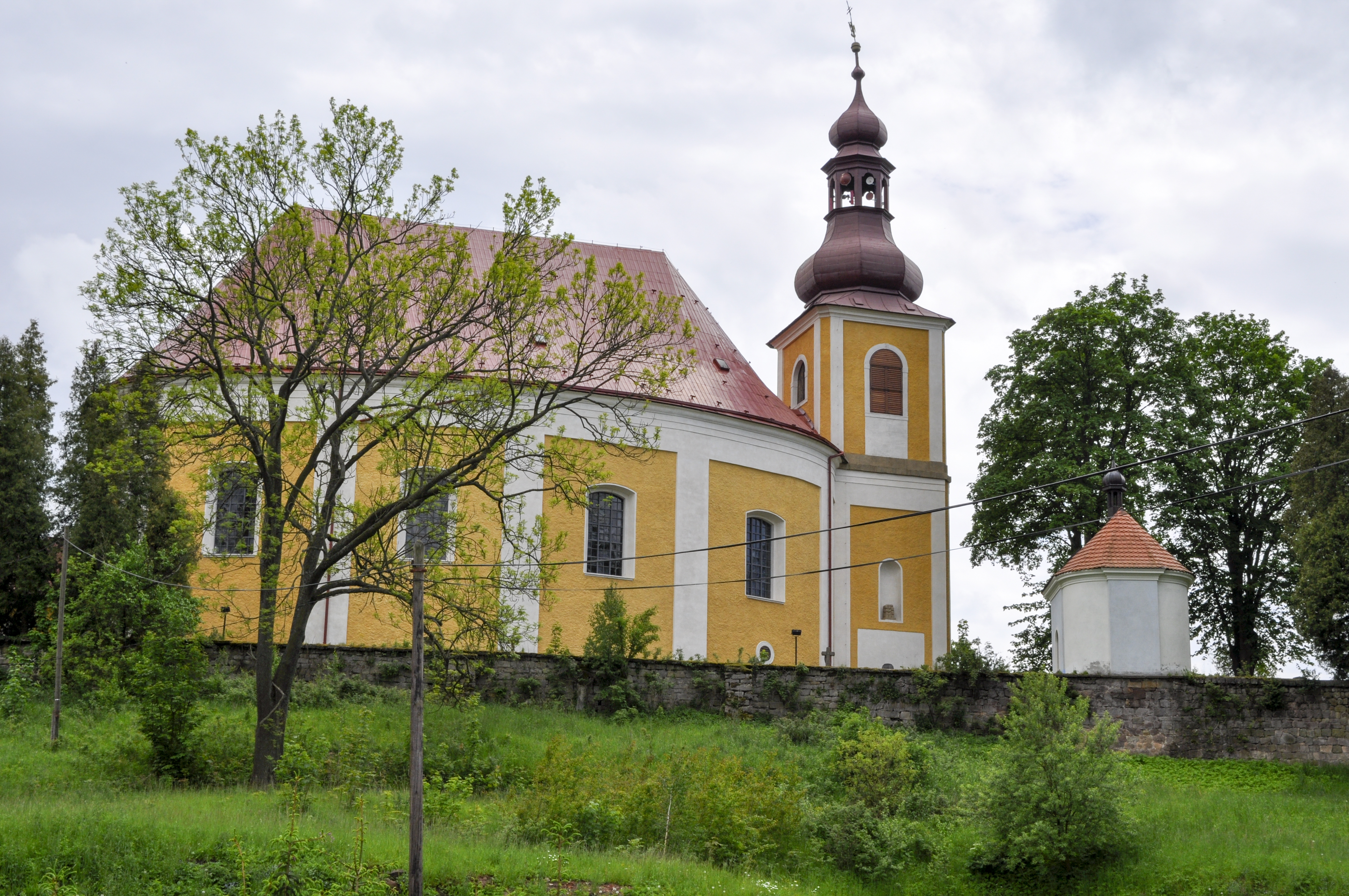
Kościół w Vernéřovicach
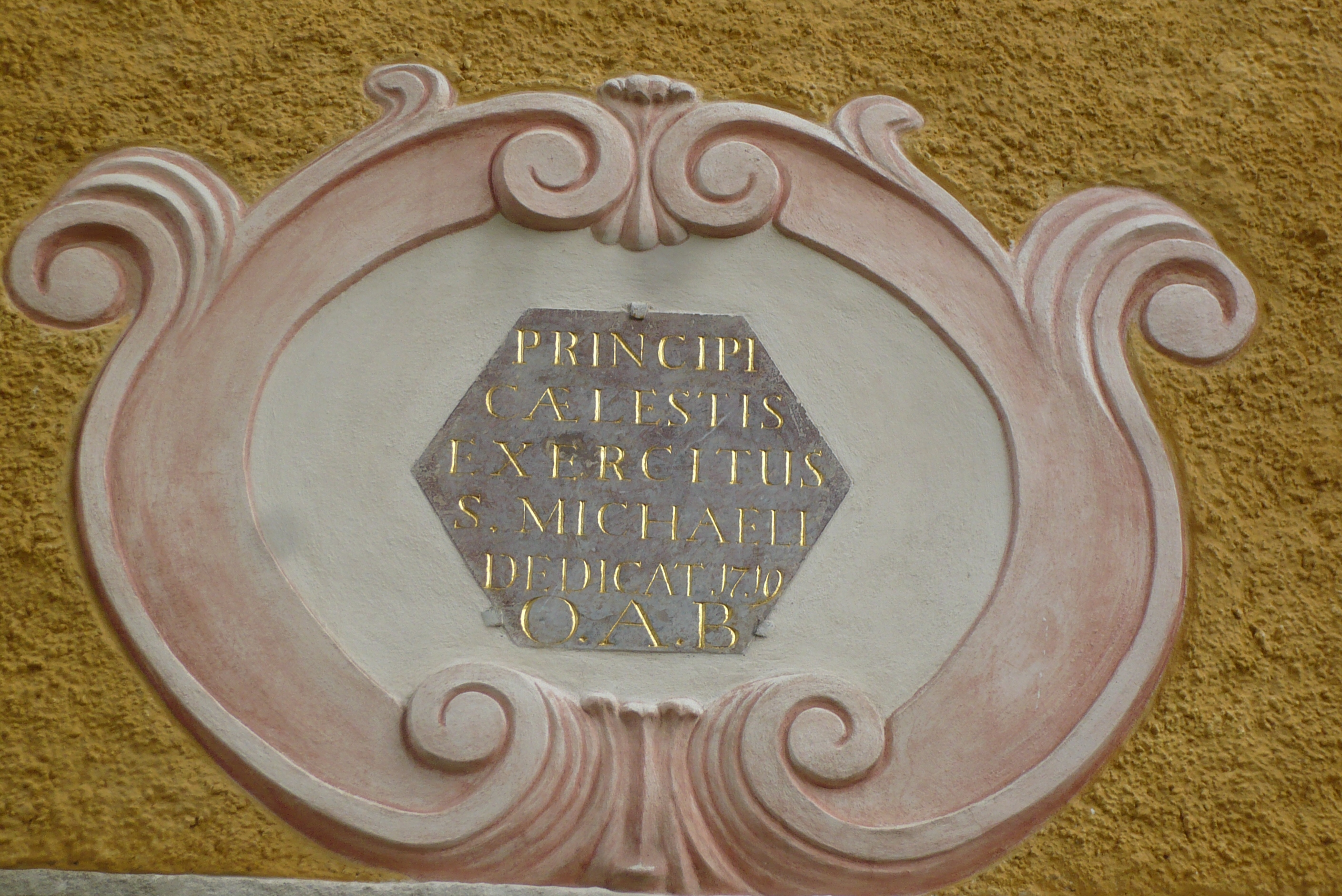
Tablica w Vernéřovicach
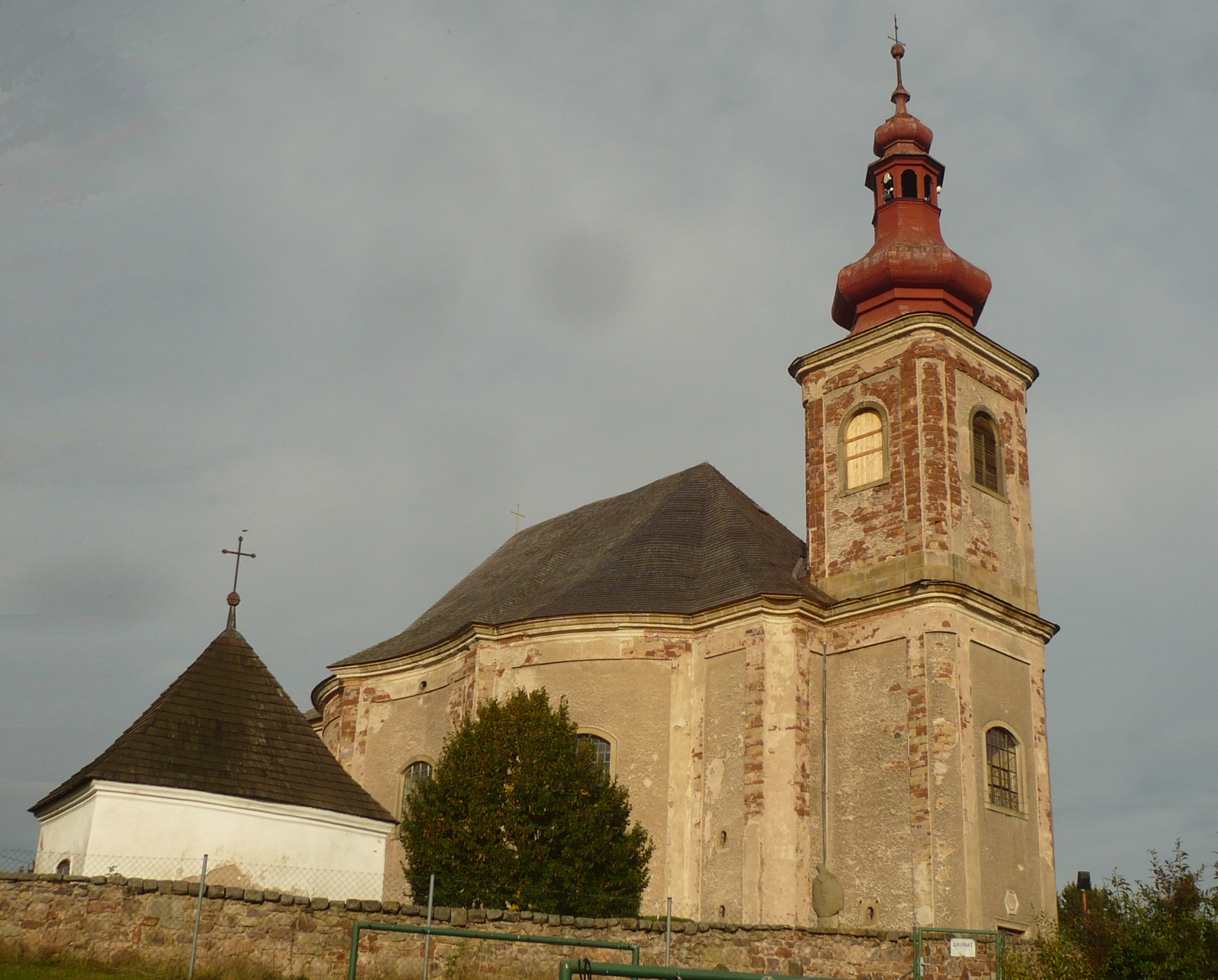
Kościół w Vižňovie
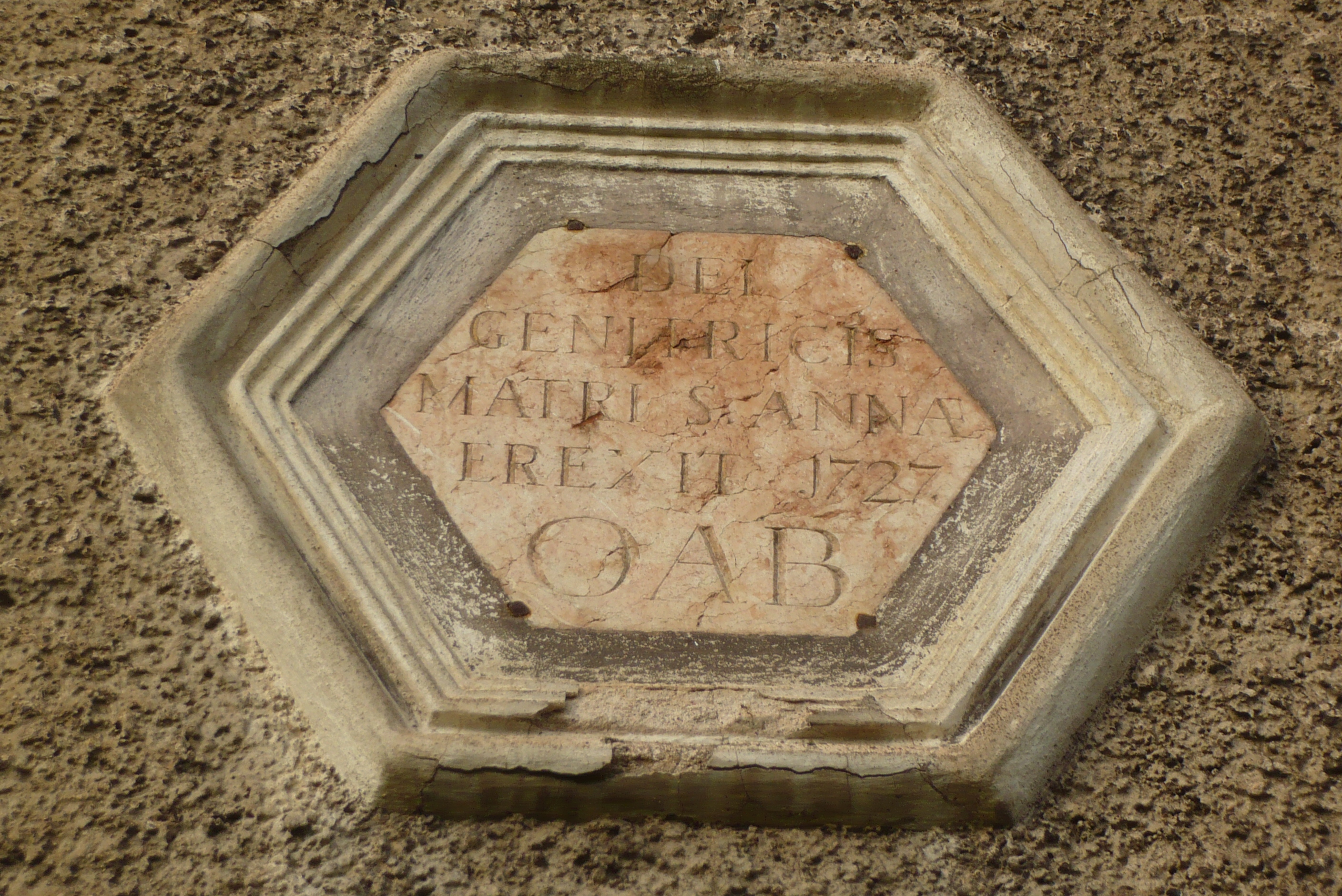
Tablica w Vižňovie
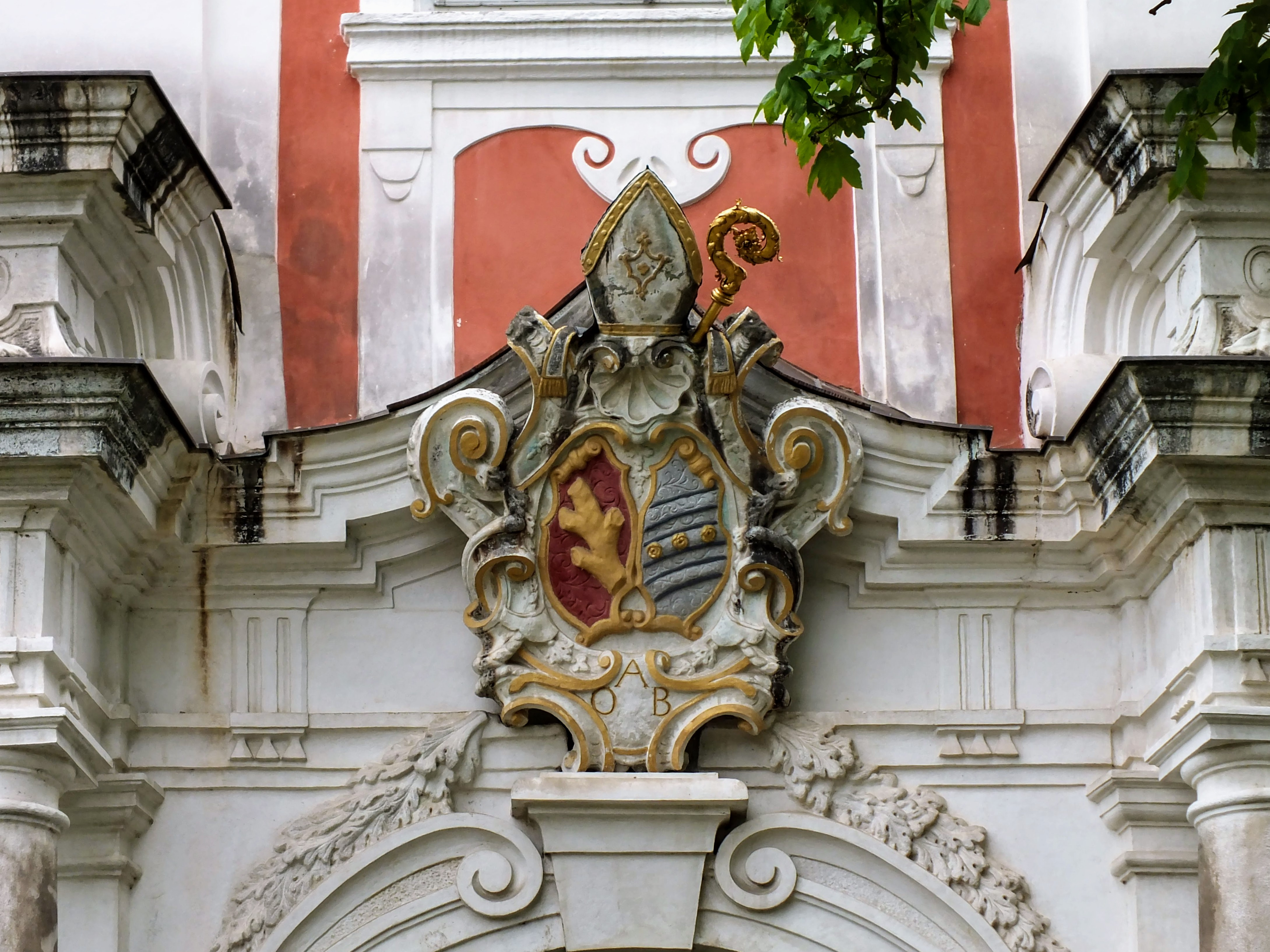
Klasztor w Broumovie

## Literatura
- Rudolf Walter: Othmar Daniel Zinke (1664–1738). In: Schlesische Lebensbilder, Bd. 7, S. 78–84, ISBN 3-7995-6198-6.
- Beda Franz Menzel: Abt Othmar Daniel Zinke. 1700-1738. Ein Prälat des Barocks. Komm-Verl. Winfried-Werk, Ottobeuren 1978 (Studien und Mitteilungen zur Geschichte des Benediktiner-Ordens und seiner Zweige, Bd. 89, H. I-II)